# Domenico Monegario

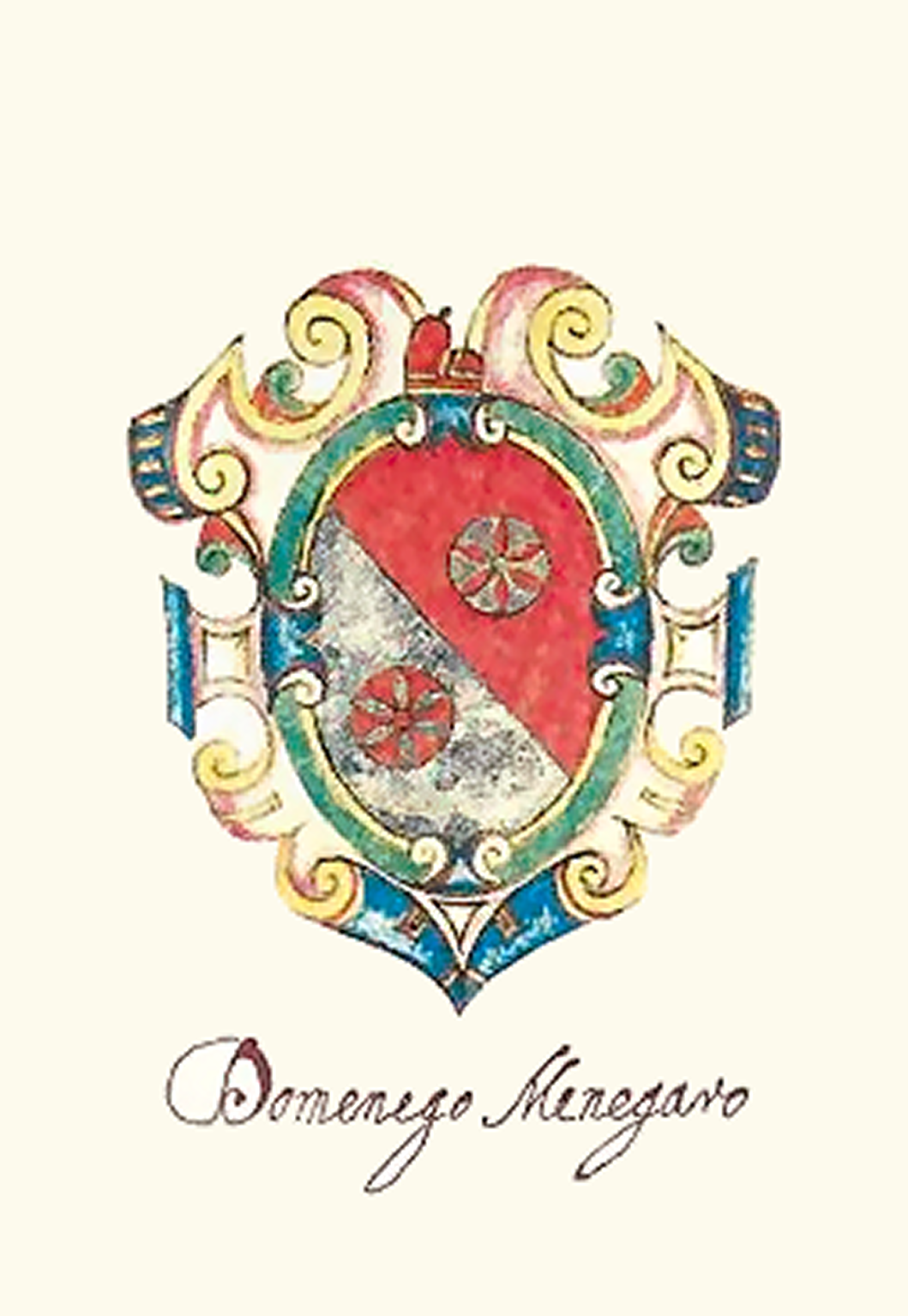
Angebliches Wappen des nach der venezianischen Tradition sechsten, nach derzeitigem Kenntnisstand wohl vierten Dogen mit dem Schriftzug „Domenego Menegaro“. Bei den Wappen frühmittelalterlicher Dogen handelt sich um bloße Rückprojektionen von Familienwappen, in diesem Falle aus dem 17. Jahrhundert. Die Heraldik setzte erst im 3. Viertel des 12. Jahrhunderts ein, später wurden rückblickend auch Wappen an die frühen Dogen vergeben, die nie ein Wappen geführt hatten („fanta-araldica“); dies diente dazu, die Familien dieser Epoche mit möglichst frühen Dogen in ein verwandtschaftliches Verhältnis zu setzen, was ihnen Ansehen sowie politischen und gesellschaftlichen Einfluss verschaffte.

Domenico Monegario (* in Metamaucum; † nach 764) war, folgt man der venezianischen Tradition, wie die staatlich gesteuerte Geschichtsschreibung der Republik Venedig oftmals genannt wird, ihr sechster Doge. Er regierte demnach von 756 bis 764. Wenn man von den beiden ersten, legendären Dogen absieht, war er der vierte Doge, der über die Städte der Lagune von Venedig herrschte. In einer Zeit heftiger Kämpfe innerhalb der Lagune von Venedig wurde er am Ende gestürzt und geblendet, wie seine drei Vorgänger.
Zunächst wurde Dominicus, wie er in den zeitlich näheren Quellen heißt, durch die Langobarden unterstützt, die ihr Reich in Italien auszudehnen versuchten. Möglicherweise spielten bei seinem Sturz Auseinandersetzungen zwischen deren König Desiderius und den Franken unter dem jüngeren Pippin eine Rolle, womöglich aber auch Kämpfe zwischen Großfamilien und Städten rund um die Lagune. Der Kaiser war durch die Schwäche des Byzantinischen Reiches, zu dem die Lagunenorte formal noch immer gehörten, nicht in der Lage, sich einzumischen, und mit der Eroberung Ravennas durch die Langobarden verschwand 751 das byzantinische Exarchat Ravenna. Der im Streit mit den Langobarden liegende römische Papst wurde verstärkt diplomatisch tätig, denn von Konstantinopel konnte er keine Hilfe mehr gegen die Langobarden erwarten – jedoch wurde er vom Frankenkönig auch nur begrenzt unterstützt.
Die örtlichen Unterstützer des Dogen stellten Dominicus nun zwei Tribunen zur Seite, die je ein Jahr amtierten, ähnlich wie wenige Jahre zuvor die fünf Magistri militum. Ihre Befugnisse sind unklar, der Sinn dieser Machtkonstruktion ist kaum zu entschlüsseln. Die Tribunen sollten, folgt man der älteren Geschichtsschreibung, den als schlechten Charakter beschriebenen Dogen bändigen; später wurden sie als Kontrollinstrument Konstantinopels in der am weitesten abgelegenen Provinz gedeutet. Mit dem Sturz des Dogen Dominicus, möglicherweise durch die beiden Tribunen, die der Doge loszuwerden versuchte, endete die unruhigste Phase der venezianischen Geschichte.
Die Überlieferungssituation für die frühe Geschichte der Lagunenstädte ist überaus ungünstig, zeitgenössische Quellen fehlen. Lange glaubte man, die Istoria Veneticorum, die um 1000 entstanden ist, könnte diese Lücke bedingt ausfüllen, wenn auch mit einem Abstand von mehr als zwei Jahrhunderten. Doch konnte Șerban Marin zeigen, dass diejenigen Teile der Istoria Veneticorum, die die Zeit vor dem Jahr 764 behandeln, nicht von Johannes Diaconus stammen, dem Verfasser der Istoria, sondern von einem namentlich nicht bekannten Kopisten der Chronik, der einen selbstständigen Teil vom ersten Dogen bis eben zu jenem Jahr voransetzte. Dieser Anonymus schrieb wohl erst im 13. Jahrhundert. Insgesamt setzte die Überlieferung erst sehr spät ein, noch später für die Zeit vor 764. Die Geschichtsschreibung seit dem 13. Jahrhundert hat die Verhältnisse der venezianischen Frühzeit kaum mehr deuten können, im Gegenteil wurden die eigenen Verhältnisse in die Vergangenheit zurückprojiziert. Die moderne Geschichtsschreibung löst sich überaus langsam von der äußerst ungünstigen Quellen- und Überlieferungslage. 

## Name
Domenico oder Dominicus, wie er in den lateinischen Quellen heißt, trug den Beinamen „Monegario“ oder „Monetario“. Ersteres lässt sich mit der Bezeichnung für einen angehenden Mönch in Verbindung bringen, letzteres mit dem „monetarius“, womit die Berufsbezeichnung auf die örtliche Münzprägestätte hinweisen könnte, die Zecca. Johannes Diaconus nennt einen Johannes Tornaricus und bezeichnet ihn als „monetarius“. Er war an den Hof König Lothars geflohen. Ein solcher Übergang von einer Berufs- oder Amtsbezeichnung zu einem Namen war weit verbreitet. Um 829 bis 836 erscheint bei Johannes etwa ein „Domenicus Monetarius“.

## Einordnung

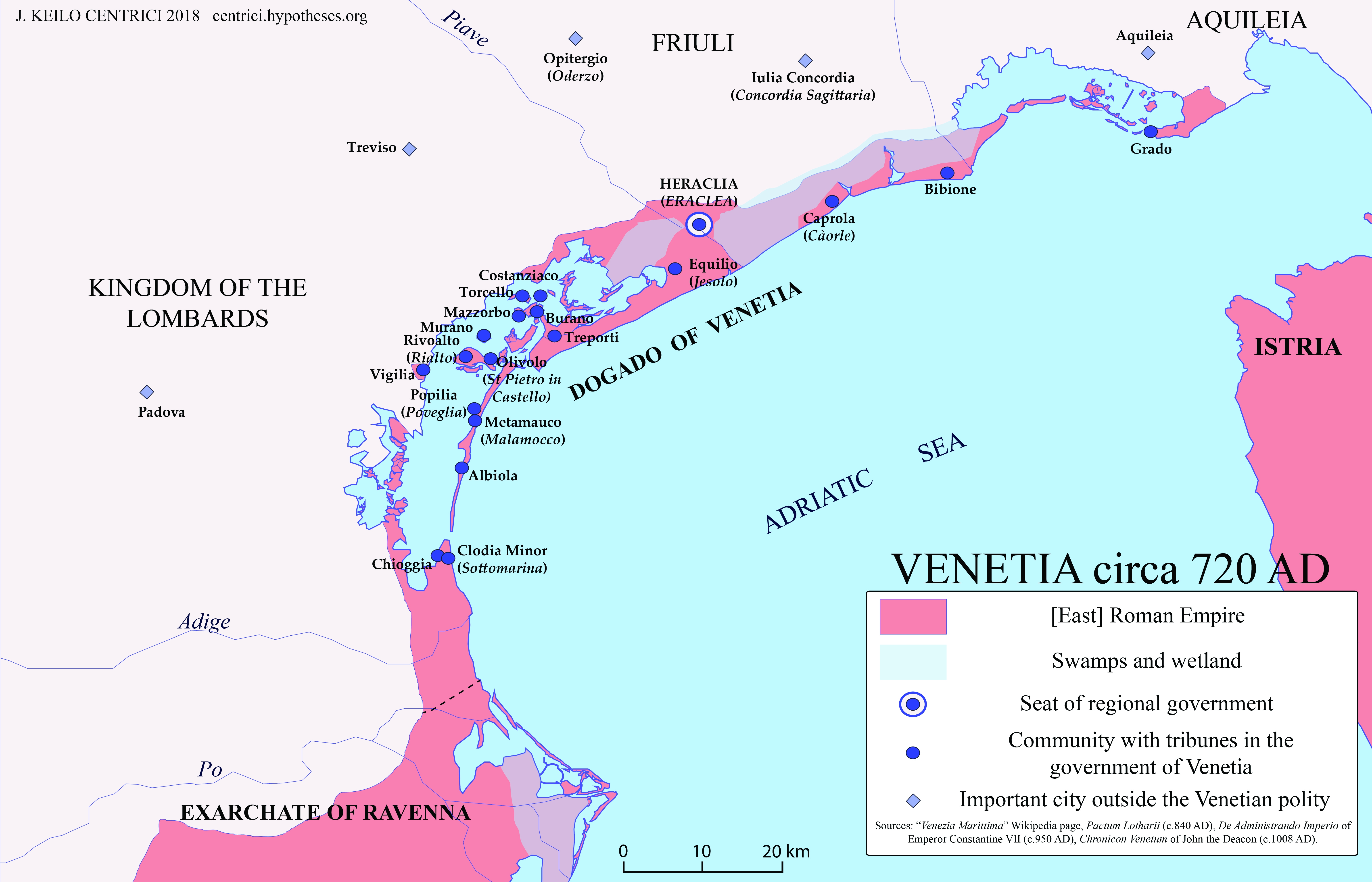
Einflussbereich des Byzantinischen Reiches und Venedigs um 720

Domincus stammte aus Metamaucum, der zu Anfang des 11. Jahrhunderts durch eine Naturkatastrophe ausgelöschten Stadt beim benachbarten Malamocco. Er wurde mit der Unterstützung des langobardischen Königs Desiderius zum Dogen erhoben. Dabei wurden ihm zwei jährlich wechselnde Tribunen zur Seite gestellt, die, so lautet eine mögliche Deutung, für die Beziehungen zu den Franken und zu Byzanz zuständig waren.
Als Dominicus ins Dogenamt gelangte, war Metamaucum erst seit kurzer Zeit zum Hauptort des venezianischen Dukats geworden, der wenig mehr als die Städte in und rund um die Lagune von Venedig umfasste. Er folgte damit auf Galla, der wiederum wenig mehr als ein Jahr zuvor seinen Vorgänger ermordet hatte und als Usurpator galt. Insgesamt handelte es sich wohl um die drei unruhigsten Jahrzehnte der venezianischen Geschichte, in denen sich die herrschenden Familien der Lagune rücksichtslose Auseinandersetzungen und Kämpfe lieferten. In deren Verlauf war 737 der (erste) Doge Ursus ermordet worden, daraufhin herrschten für je ein Jahr fünf Magistri militum, dann folgte, wieder als Doge, der Sohn des Ursus, Deusdedit. Letzterer wurde seinerseits gestürzt und geblendet von Galla. So wurden die Dogen vor Dominicus nach und nach gestürzt.

Italien zur Zeit des Langobardenkönigs Aistulf (749–756)

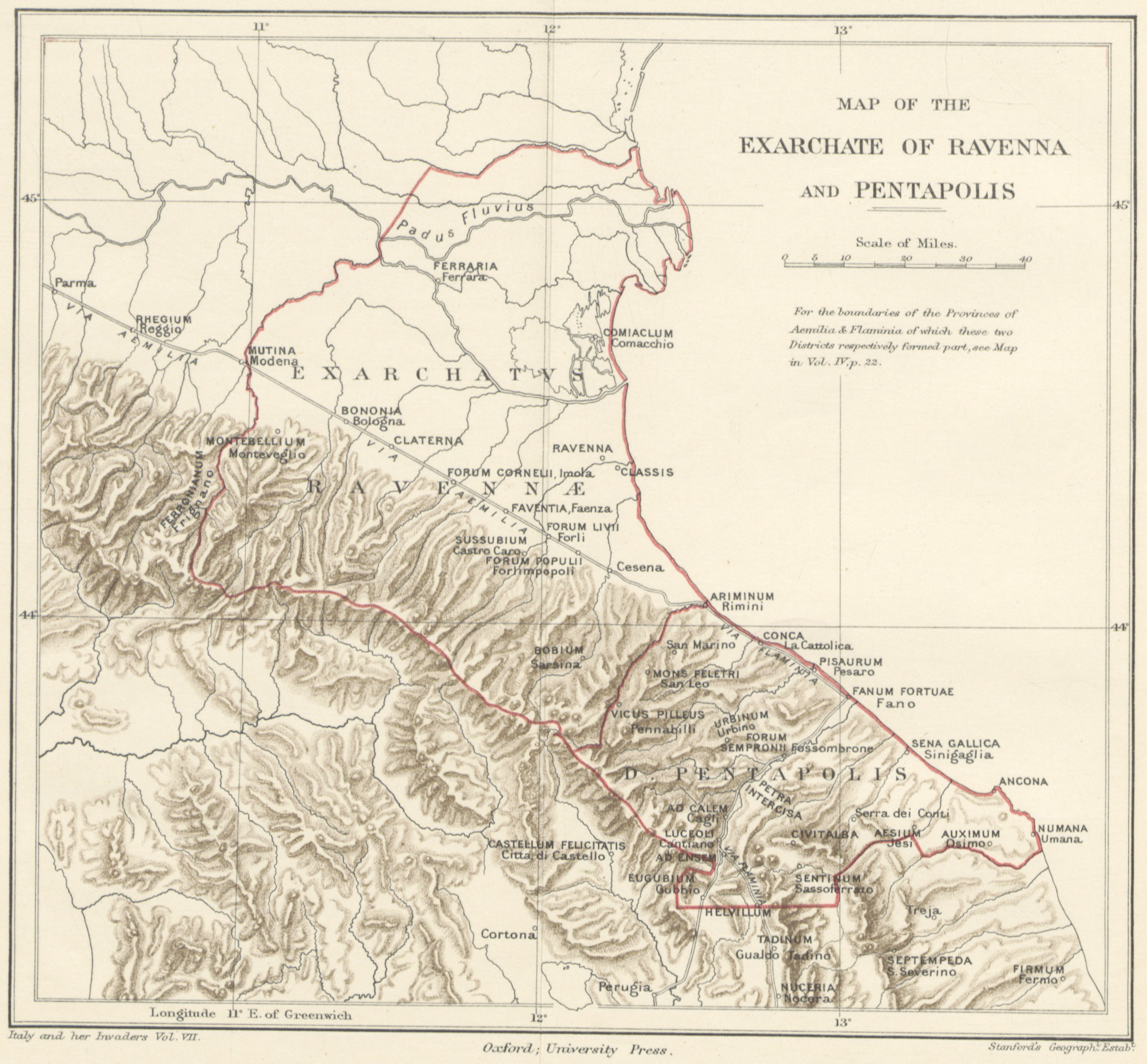
Grenzen des Exarchats Ravenna

Mangels geeigneter Quellen ist nicht mehr zu klären, ob sich bei diesen Kämpfen langobardische und byzanzfreundliche Kräfte gegenüberstanden, oder aber ob der Streit eher Grundbesitzer gegen Händlerfamilien aufbrachte. Möglicherweise hängen die Kämpfe aber auch mit der Tatsache zusammen, dass Familien, die noch dem Verwaltungssystem des sich in Italien auflösenden byzantinischen Machtbereichs angehörten, dessen Funktionäre sich im Amt des Tribunats wiederfanden, und die zu einer dezentralen Machtauffassung neigten, denjenigen Familien gegenüberstanden, die der wachsenden, zentralisierenden Macht der Dogen anhingen, wie sie sich auch in anderen Städten byzantinischer Tradition durchsetzte.
Die Unterstützer des Dominicus entschieden, ihm zwei Tribunen beizusetzen, die je ein Jahr amtierten. So vermischten sich darin Amtsauffassungen, wie sie bereits bei den Modellen zuvor, dem Wechsel zwischen Dogen und Magistri militum aufgetaucht waren. Schon jener Kopist der Chronik des Johannes Diaconus, der im frühen 13. Jahrhundert schrieb, konnte sich diese, zu seiner Zeit bereits unverständliche Machtkonstruktion nur durch die ‚Torheit‘ und den ‚Wankelmut‘ des venezianischen Volkes erklären (S. 98). Doch entbehrte es keineswegs der Logik, sich im Rahmen der heftigen Familienkämpfe eines solchen Friedewahrungsinstrumentes zu bedienen.
Nicht weniger instabil als die politischen Bedingungen innerhalb der Lagune waren die festländischen Verhältnisse in Italien. Den Venezianern erschien es offenbar nicht opportun, die Eroberung Ravennas durch die Langobarden, die sie 739/40 noch rückgängig gemacht hatten, erneut zu revidieren, als die Langobarden die Hauptstadt des byzantinischen Exarchats Ravenna 750 oder 751 zum zweiten Mal eroberten. Die Langobarden machten ihrerseits keinerlei Anstalten gegen die Bewohner der Lagune vorzugehen. Dies führte zu Mutmaßungen, ob das Stillhalten der Venezianer nicht Teil einer Absprache war.
Die Kämpfe zwischen Franken und Langobarden, sowie der Tod König Aistulfs im Jahr 756, riefen zugleich eine Stärkung der päpstlichen Position hervor. Dem neuen Langobardenkönig Desiderius gelang es ab 757, sich günstige Bedingungen sowohl durch Papst Stephan II. als auch durch den Frankenkönig Pippin zusichern zu lassen. Der Papst sollte das Gebiet des Exarchats und der Pentapolis und alle Eroberungen Aistulfs erhalten. Doch Stephan II. starb bereits 757, und die Hilferufe Pauls I., seines Nachfolgers, wurden im Frankenreich nicht gehört.
761 gelang es Kaiser Konstantin V., mit Desiderius eine Allianz zu schließen. Ziel des Kaisers war es, das 751 verlorene Ravenna zurückzuerobern, wobei die Themen des Südens, dazu Sizilien und wahrscheinlich auch die Lagune Hilfe bereitstellen sollten. Doch mit dem Anspruch Karls des Großen und seiner 774 erfolgten Eroberung des Langobardenreiches endete der letzte kaiserliche Versuch, das Exarchat Ravenna zurückzuerlangen.
Da die kaiserliche Macht auch weiter im Norden nur mehr gelegentlich regulierend eingriff, stießen innerhalb der Lagune lokale Familien in das anwachsende Machtvakuum. Den fortgesetzten Machtkämpfen, deren Natur nicht zu erschließen ist, fiel auch Dominicus zum Opfer, der geblendet wurde. Der Zeitpunkt seines Ablebens ist genauso wenig bekannt, wie der Ort, an dem er starb. Erst mit seinem Nachfolger Mauritius endete die äußerst unruhige Phase der frühen venezianischen Geschichte, und zugleich setzt derjenige Teil der Istoria Veneticorum ein, der um 1000 entstand.

## Rezeption

### Bis gegen Ende der Republik Venedig
Im Chronicon Altinate oder Chronicon Venetum erscheint der Doge mit dem Namen und der Amtsdauer „Dominicus dux ducavit ann. 8“.
Der Chronist Johannes Diaconus berichtet, Mauritius, der Nachfolger des Dominicus, habe „sapienter et honorifice“ geherrscht, und er sei in den Dingen der Welt höchst erfahren gewesen. Damit, so glaubte man lange, habe er einen starken Gegensatz zur kaum erkennbaren Amtsführung des Domenico Monegario aufgebaut, die mit seinem brutalen Tod endete. Nach dem Anonymus des 13. Jahrhunderts, der der Istoria Veneticorum die Geschichte Venedigs vor 764 voranstellte, waren es die Venezianer, die an Stelle des ermordeten Galla „Dominicum, cognomento Monegarium Metamaucensem, ducem sibi fecerunt“. Doch setzten diese Venezianer ihm zwei Tribunen vor, und es waren auch wiederum diese, die ihn stürzten. Nach acht Jahren der Herrschaft „Venetici, facta conspiratione, eiusdem Dominici ducis oculos evellerunt“. In der Chronik kritisiert der Verfasser den „vulgus“ nicht so sehr, weil er Galla stürzte, sondern wegen der erneuten Verfassungsveränderung, die diesem Umsturz folgte. Der Autor, der den Dogen an der Spitze des noch rudimentären Machtapparates für die beste Verfassungslösung hielt, stellt  die Verfassungsänderung als eine erneute „novitas“ dar, eine Veränderung, die ihm genauso wenig geeignet schien, wie das fünfjährige Regiment der Magistri militum, das nur wenige Jahre zurücklag und gleichfalls gescheitert war. Er hält die Verfassungsänderung gar für einen Ausdruck der „superstitiosa stultitia“ des „vulgus“, der ‚abergläubischen Dummheit‘ des Volkes. Angesichts der brutalen Umstürze und mehrfacher Verfassungsänderungen scheint diese harsche Kritik jedoch, auch wenn die spätere Chronistik dieses allgemeine Urteil vielfach teilte, nicht so sehr die Tribunen an sich zu betreffen, sondern mehr die chaotischen Zustände. Denn als Agnello Particiaco 810 ebenfalls solche Tribunen beigefügt wurden, äußerte sich der Chronist, diesmal Johannes Diaconus, keineswegs kritisch zu dieser Tatsache. Dieser Gegensatz passt wiederum gut zur These Șerban Marins, die Teile der Istoria Veneticorum, die vor 764 liegen, stammten gar nicht von Johannes Diaconus, sondern von einem namentlich nicht bekannten Kopisten der Chronik, der einen selbstständigen Teil bis eben zu jenem Jahr verfasste und der Chronik voranstellte. Dieser Anonymus schrieb offenbar unter den völlig veränderten Verfassungsbedingungen des 13. Jahrhunderts.
Ähnlich karg ist die jüngere, aber von den meisten nachfolgenden Historiographen rezipierte Chronik des Dogen Andrea Dandolo. Dieser betont, dass es erst mit dem Nachfolger des Dominicus, also nach einer Phase heftiger Binnenkämpfe, zu einer langen Zeit inneren Ausgleiches gekommen sei.
Für Venedig war die Deutung, die man der Herrschaft des Domenico Monegario beimaß, von erheblicher Bedeutung, und zwar als Gegenbild zu seinem Nachfolger, aber auch als Fortsetzung der chaotischen Verhältnisse unter seinen gleichfalls gestürzten Vorgängern. Dabei legten die führenden Gremien größten Wert auf die Kontrolle über die Geschichtsschreibung mit Blick auf die Entwicklung der Verfassung gerade in dieser mörderischen Zeit – daher wohl auch die Ablehnung der Tribunen im 13. Jahrhundert, hingegen die neutrale Darstellung noch um 1000. Die Frage nach den inneren Auseinandersetzungen zwischen den possessores, aber auch die Machtverschiebungen in der Adria und im östlichen Mittelmeerraum sowie in Italien spielten hingegen hier keine Rolle, ebenso wenig wie die Fragen nach der Souveränität zwischen den Kaiserreichen, der Abgrenzung gegenüber den Festlandsmächten, allen voran gegenüber dem Langobarden- und dem Frankenreich, mithin der Herleitung und Legitimation ihres territorialen Anspruches aus eigener Wurzel – dies waren für spätere Dogen immer wieder zentrale Themen. Dabei schrieb man der Volksversammlung (oder dem populus), die im 13. Jahrhundert endgültig ihren Einfluss verlor, meist irrationale Motive zu und fasste die mächtigeren unter den frühen Dogen als Überwinder der Tribunenherrschaft auf. Dominicus hingegen wurde von den beiden ihm beigesetzten Tribunen beherrscht, was zu verschiedenen Auffassungen über die Ursachen seines Sturzes führte. Das Problem der Dynastiebildung, das vom 9. bis 12. Jahrhundert so dominierend war, und welche das spätere Venedig mit allen Mitteln zu unterbinden suchte, kündigte sich hier noch nicht an.
Die älteste volkssprachliche Chronik, die Cronica di Venexia detta di Enrico Dandolo aus dem späten 14. Jahrhundert, stellt die offensichtlich auch für die Historiker dieser Zeit nicht (mehr) verständlichen Vorgänge auf einer weitgehend personalen Ebene dar. „Domenego Selvo, vel Monegario“ habe im Jahr „CCCCCCCXLVII“ (747) den Dogenstuhl eingenommen. Damit stellt die Chronik eine Verbindung der Monegarii zu der Familie der Selvo her, die später selbst einen Dogen stellte, nämlich Domenico Silvo. Zu Domenico Monegarios Zeit wurde angeordnet, dass jedes Jahr zwei Tribunen ‚sein‘ sollten, die gemeinsam jedem Dogen bei der Regierung über das Volk beistehen sollten („ad reger et governar lo povolo“). Dies wurde, so der Verfasser ausdrücklich, wegen der großen „arogantia“ des Dogen veranlasst, die er „contra tuti queli dela patria“ zeigte. Nach sechs Jahren wollte ihn das Volk nicht mehr, wie es lapidar heißt, und er starb („havendo ducado et non ben voiudo dal povolo, morì, havendo ducado per anni VI“).

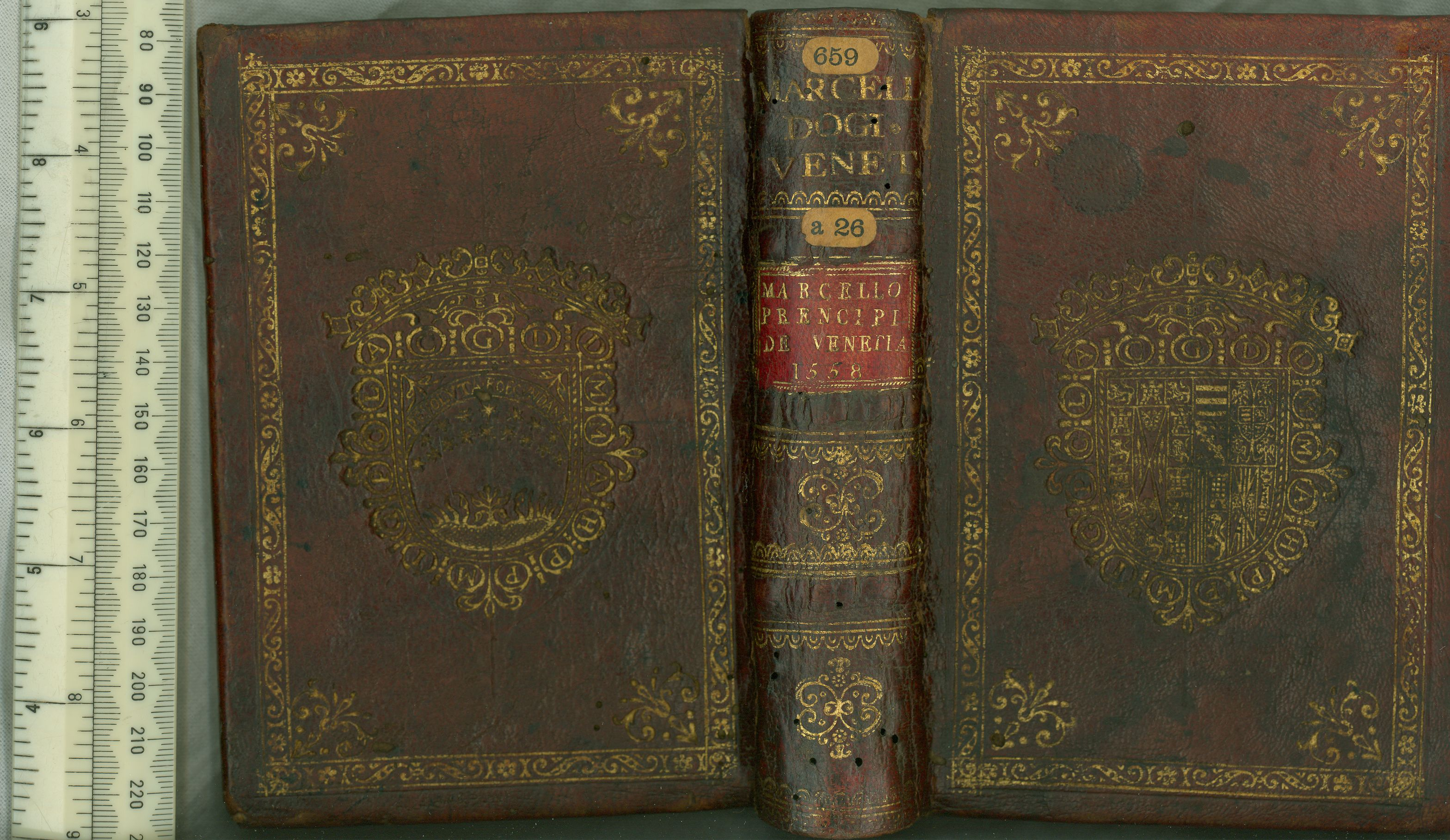
Umschlag einer Ausgabe der Vite de'prencipi di Vinegia des Pietro Marcello

Zunächst konzentrierten sich die Deutungsversuche also auf den schlechten Charakter des Dogen. Pietro Marcello vermerkte 1502 in seinen später ins Volgare unter dem Titel  Vite de'prencipi di Vinegia übersetzten Werk, dass  „Domenico Monegario“, dem nach seiner Zählung sechsten Dogen, „per rispetto della terribil natura“ „in compagnia“ zwei Tribunen beigegeben wurden, ja, er ergänzt sogar, dass man wegen der „bestialità“ des Dogen Schaden für ‚die Stadt‘ befürchtet habe. Es war also der schreckliche Charakter des neuen Dogen, der die Venezianer zu dieser Maßnahme veranlasste. Doch wegen seiner „insolente natura“ ließ er sich selbst dadurch kaum aufhalten, so dass er jedwede „ribalderia“ beging, jede ‚Schurkerei‘. So konnte die Stadt diesen Charakter und seine „quasi tirannide“ nicht länger ertragen und nahm ihm nach fünfjähriger Herrschaft zuerst das Augenlicht („trattogli prima gli occhi“), dann das Amt („lo privò del magistrato“). In der lateinischen Ausgabe war der Charakter des Dogen „ferocissimus“ (grausam, wild), ansonsten hatte sich die Darstellung zwischen dieser Fassung aus dem Jahr 1502 und der italienischen Übersetzung von 1558 nicht verändert.
Andere sahen die Ursache für den Umsturz wieder beim „Volk“. Dies berichtet Gian Giacomo Caroldo in seiner Chronik, die er zwischen 1520 und 1532 verfasste. Caroldo, der sich nach seinen eigenen Worten auf die Chronik des Andrea Dandolo stützt (S. 54), vermerkt, „Dominico Menegacio“ aus Malamocco seien durch das „volgo, ch’è sempre instabile“, also durch das stets wankelmütige Volk, zwei Tribunen beigestellt worden. Lakonisch berichtet er, der Doge, „per conspiratione fatta contro lui da Venetiani, fù privo del Ducato“, er wurde also durch eine Verschwörung der Venezianer gestürzt.
Der Frankfurter Jurist Heinrich Kellner konstatiert in seiner 1574 erschienenen Chronica das ist Warhaffte eigentliche vnd kurtze Beschreibung, aller Hertzogen zu Venedig Leben, „Dominicus Monegareus“ sei 756 „der sechßte Hertzog“ geworden. In ähnlicher Wendung wie Marcello glaubt Kellner, dem Dogen seien „in betracht seins grausamen tyrannischen gemühts“ „zu Gehülff gegeben worden die Zunfftmeister oder Tribuni / welcher Ampt ein jar wehrete / mit deren Raht das Regiment geführet wurde“, damit die Gemeinde „durch unbescheidenheit“ „nicht etwan in schaden geriehte“. Doch auch dadurch konnte Domenico Monegarios „hochmühtiger Geist nit gezämet und gedämpffet werden“. Die „Statt“ wollte seinen Stolz und seine Tyrannei nicht länger ertragen. So „ließ man im erstlich die Augen außreissen / und setzt in darnach ab / im fünfften jar seines Hertzogthumbs.“

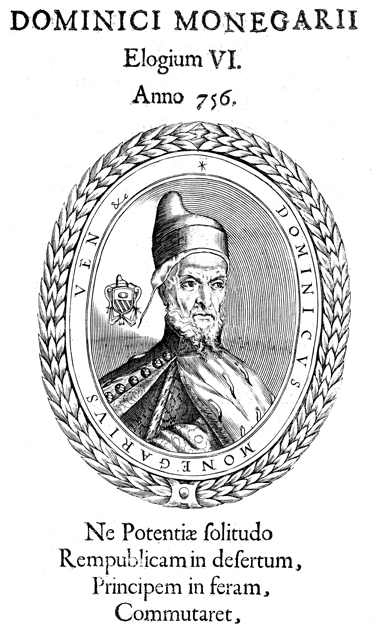
Leone Matina: Phantasieporträt des Dogen in der wohl ersten gedruckten Porträtserie aller bis dahin anerkannten Dogen, dem Ducalis regiae lararium von 1659

Francesco Sansovino (1512–1586) gab in seinem Werk Delle cose notabili della città di Venetia, Libri II, in Venedig 1587 publiziert, den Namen des Dogen mit „Domenico Monegario, ouero Menegazzo“ wieder. Seiner Amtszeit widmete er wenige Zeilen. Nach ihm wurden dem Dogen, dem er rhetorisch die „bontà“ seines Nachfolgers gegenüberstellt, wegen seines Charakters zwei Tribunen „per assistenti“ beigesetzt. Doch „tumultuando il Doge“ wurde er nach fünf Jahren gestürzt und geblendet.
In der Übersetzung der Historia Veneta des Alessandro Maria Vianoli, die 1686 unter dem Titel Der Venetianischen Hertzogen Leben / Regierung, und Absterben / Von dem Ersten Paulutio Anafesto an / biss auf den itzt-regierenden Marcum Antonium Justiniani, in Nürnberg erschien, hieß der Doge „Dominicus Monegareus, der Sechste Hertzog“. Ihm wurden, jährlich wechselnd, „in Betrachtung seines grausam-tyrannischen Gemüths / zwey Zunfftmeister / oder Tribuni / zu Gehülffen zugegeben“, mit „derer guten Rathgebungen das Regiment geführet werden solte“. So sollte trotz der „grossen Unbesonnenheit deß Oberhaupts“ Schaden vermieden werden. Doch konnte dadurch „sein hochmütiger Geist weder gezähmet noch gedämpfft werden“. Nach Vianoli versuchte der Doge die beiden Tribunen loszuwerden, wobei er auch vor „List und Betrug“ nicht zurückschreckte. Doch „das Volck“, „sintemalen es sich aus des vorigen Exempel noch sattsam spiegeln können“, hatte diesen Versuch des Dogen kaum bemerkt, ergriff Dominicus und ihm wurden „die Augen ausgerissen“ und er wurde „deß Hertzogthums gar beraubet“. „Und obschon viel von denen Scribenten miteinander übereinstimmen / daß seine Regierung nur in fünff Jahren bestanden / so ist doch am allersichersten zu glauben / daß sich solche biß auf sieben Jahre erstrecket“ ergänzt der Autor.
Die Herrschaftsdaten waren im späten 17. Jahrhundert offenbar immer noch umstritten, was erst Recht für die früheren Dogen galt. So schrieb 1687 Jacob von Sandrart in seinem Werk Kurtze und vermehrte Beschreibung Von Dem Ursprung / Aufnehmen / Gebiete / und Regierung der Weltberühmten Republick Venedig: „Jhm Jahr 756. oder wie ander setzen umb das 700. Jahr/ward für gut befunden/hinfüro keinen Hertzog mehr allein zu erwehlen/sondern demselben von Jahr zu Jahr gewisse Zunfftmeister bey zu ordnen. Und also ward erkohren (VI.) Dominicus Monegarius.“ Dabei liefert Sandrart eine knappe Begründung für das Scheitern dieses Verfassungskonstrukts: „Aber die jährlichen Rathsherren waren nie mit ihm eins/und weil er solchem nach nicht besser war / als der vorige / ward er gleichfalls von dem Volck abgesetzet / und des Gesichts beraubet/in dem 5. Jahr seiner Regierung/ wiewol andere ihm nur ein Jahr zulegen.“

### Historisch-kritische Darstellungen
Auch für Johann Friedrich LeBret war „Dominicus Monegarius“ der sechste Doge. Er sei „von den Ständen auf die gesetzmäßige Weise in der Versammlung des Volkes“ gewählt worden. Die Tribunen, bis dahin nur bei der Wahl einflussreich, hätten durchgesetzt, dass dem neuen Dogen zwei von ihnen an die Seite gestellt wurden. „Dieses waren die ersten Vorspiele ihrer sich immer mehr bildenden Aristokratie“. Um zu verhindern, dass sich die Tribunen mit dem Dogen verbündeten, wurden sie jedes Jahr ausgetauscht. Doch Monegarius „wollte als Fürst regieren; er scherzete über das Gesetz, das man ihm vorgeschrieben hatte“. Auch hätten die Tribunen sich so viel Gewalt anzueignen versucht, dass „aus dieser Verfassung nichts als Zerrüttung entstehen konnte.“ Monegarius wollte seine „Seitenräthe“ nicht jedes Mal befragen. Im Gegenteil habe er ihre Vorstellungen verspottet. Monegarius hörte weder auf das Volk noch die Tribunen: „Dieses war sein Verbrechen.“ „Einige venetianische Geschichtsschreiber schildern ihn ohne Grund mit den verhaßtesten Bildern. Wie sollten sie aber die Flecken aufdecken, welche die Errichtung ihrer Aristokratie an sich hat? Monegarius, ein erhabener Geist“, wie LeBret glaubt, sei das fünfte Opfer „dieses ausgelassenen Volkes“ gewesen, „welches ihm die Augen ausriß, und ihn verjagete, nachdem er bis in das achte Jahr regiert hatte.“

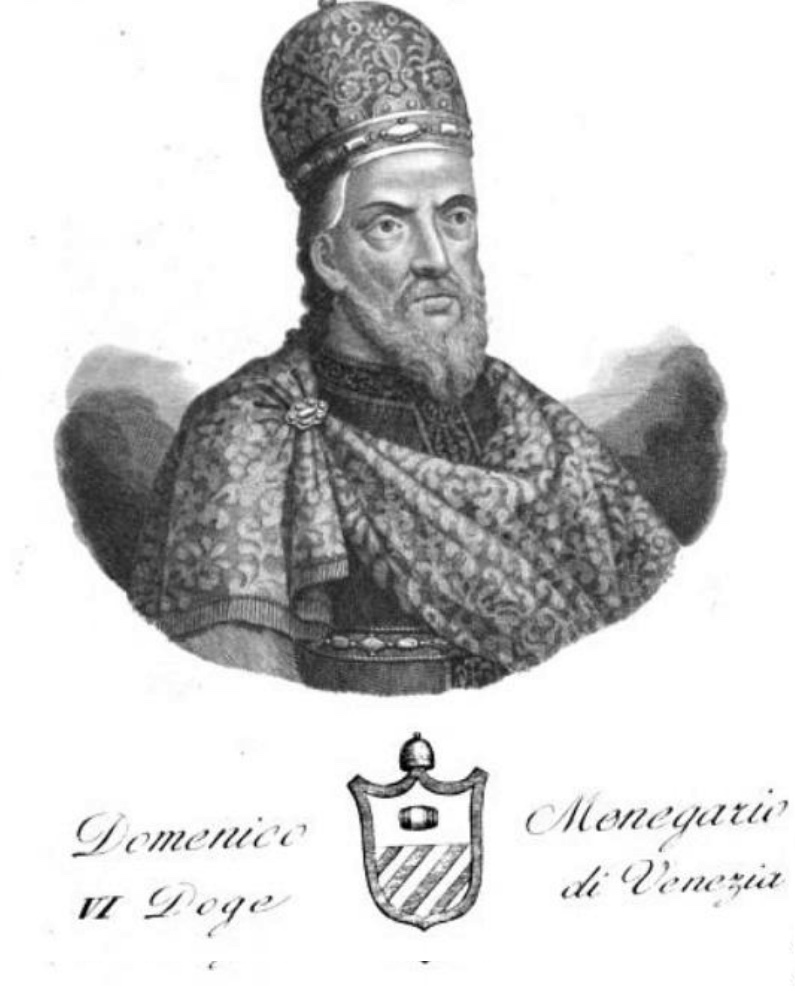
Kupferstich mit einem Phantasieporträt des Dogen, geschaffen von Antonio Nani vor 1834, der es in seiner Serie dei Dogi di Venezia intagliati in rame da Antonio Nani 1835/36 und 1840 erstmals veröffentlichte

In populären Werken etablierte sich die Darstellung als glatte Fehlentscheidung bei der Wahl einschließlich der Herrschaftsdaten. So nahm August Daniel von Binzer 1845 an, dass nach der Blendung seines Vorgängers die Entscheidung fiel: „Endlich ward man nach allen Wirren einig, dem auf Lebenszeit zu erwählenden Dogen zwei Tribunen an die Seite zu geben“. Domenico Monegario wurde jedoch „gleich seinen Vorgängern geblendet und verbannt“.
Samuele Romanin räumte dem Dogen 1853 knapp zehn Zeilen in seinem zehnbändigen Opus  Storia documentata di Venezia ein. Er glaubt, die „dignità ducale“ sei Monegario übertragen worden („conferita“), und zwar in Malamocco, auch versehen mit zwei jährlich wechselnden Tribunen. Der unausgesetzte Kampf zwischen dem Dogen und den Tribunen, von denen sich der Doge befreien wollte, die aber wiederum den Dogen zu beherrschen trachteten, endete nach Romanin mit Monegarios Blendung und Vertreibung, wie bei seinen Vorgängern. Ausdrücklich aus Muazzos Governo della Repubblica (S. 123, Anm. 1) leitet Romanin ab, dass es keine neue Wahl der „tribuni moderatori“ mehr gegeben habe.
1861 widmete Francesco Zanotto in seinem Il Palazzo ducale di Venezia dem Dogen weniger als eine Seite, die zunächst mit der Vertreibung Gallas einsetzt, um dann zu berichten, der Charakter des neuen Dogen sei fast genauso gewesen, wie der seines Vorgängers. An seine „fianco posero i Veneziani due tribuni annuali“, um seine Macht zu begrenzen. Nach Zanotto berichten einige Chronisten, die beiden ersten Tribunen seien Candian Candiano und Agnello oder Angelo Partecipazio gewesen. Nach Sanudo, so der Autor, habe letzterer zur Familie der Giustiniani gehört. Monegario habe nur die Unordnung gesteigert und die Konfusion. Dabei habe der Doge die Tribunen schließlich seiner Autorität unterworfen. Bei ihm waren es die Tribunen selbst, die die Verschwörung gegen den Dogen initiierten, der die Blendung und den „ostracismo“ erleiden musste.
August Friedrich Gfrörer († 1861) glaubte in seiner 1872 posthum erschienenen Geschichte Venedigs von seiner Gründung bis zum Jahre 1084, dass Byzanz mit der Einsetzung Monegarios zwar eine Niederlage erlitten habe, aber sie sei „nicht so vollständig gewesen, wie vor 14 Jahren, da Deusdedit das Herzogthum wieder herstellte.“ Gfrörer begründet diese Einschätzung damit, dass man dem Dogen „zwei Tribunen an die Seite setzte.“ Dies geschah durch den Kaiser und „sein Werkzeug, die griechischgesinnte Partei. Die Tribunen sollten den Dogen hindern, ganz mit den Griechen zu brechen, und gemeine Sache mit den Lombarden zu machen“, wie Gfrörer die Langobarden nennt. Gfrörer räumt ein, sie „haben ihn auch gehindert“, doch zugleich ist er sicher: „im Herzen war Monegario Todfeind des Basileus“. Aus einem Brief Papst Pauls I. an König Pippin entnimmt der Autor nicht nur die Warnung Pauls vor „Anschlägen der Griechen auf das römisch gewordene Exarchat und auf Ravenna“, sondern folgert auch: „Wer wird glauben, daß der Doge diesen Warnungen fremd gewesen sei!“ (S. 64). Der Kaiser wiederum habe im Zusammenhang mit seinen Plänen einer dynastischen Ehe mit den Franken, derer er sich bereits sicher gefühlt habe, im Jahr 764 darauf reagiert, indem er den Dogen stürzen ließ.
Heinrich Kretschmayr betonte sehr viel stärker den Zentralismus und das nach seiner Auffassung damit verbundene Größenwachstum Malamoccos, das „die zuströmenden Massen nicht mehr fassen kann und reichlicher als bisher an die Inseln von Rialto abgeben muſs“ (S. 52). Er glaubt, der Versuch des Dogen, sich der „griechischen Kontrolltribunen“ (S. 61) zu entledigen, habe ihn sein Amt gekostet. Damit sollte erläutert werden, wer dem so mächtigen Dogen eine solche Kontrollinstanz habe aufzwingen können.
Die Tatsache, dass der Doge unter der Kontrolle zweier Tribunen stand, widersprach nach heutiger Auffassung dem Selbstverständnis der später maßgeblichen adligen Familien so drastisch, dass die von ihnen gesteuerte Geschichtsschreibung dies später weitgehend ignorierte. Dieses Verschweigen dürfte damit zusammenhängen, so etwa Gherardo Ortalli, dass die tribunizische Macht vom Volk, dem popolo ausging, was einerseits mehr als der Adel war, andererseits nicht im modernen Sinne alle Bewohner umfasste. Der Versuch, auf diese Art das Dogenamt zu kontrollieren und von der Bildung einer Dynastie abzuhalten, war letztlich nicht erfolgreich.
Der kurzfristig starke Einfluss der Tribunen ist vor dem Hintergrund zu sehen, so Constantin Zuckerman, dass 751 die kaiserliche Macht in Italien einen schweren Schlag erlitt. Als den Langobarden die (erneute) Eroberung Ravennas gelang, bedeutete dies das Ende des dortigen Exarchats. Somit hätten die Tribunen, da es über ihnen nun keine kaiserlichen Amtsinhaber mehr gegeben habe, ein noch höheres Maß an Selbstständigkeit erlangt. Dies steht in scharfem Gegensatz zu Kretschmayrs „griechischen Kontrolltribunen“, zumal die Orte der Lagune keinerlei Anstalten machten, Ravenna abermals zurückzuerobern (wie sie es 739/740 noch getan hatten).